# جراحة تبديل الشرايين
جراحة تبديل الشرايين أو التبديل الشرياني، هي جراحة قلب مفتوح تُستخدم لتصحيح تبدل الشرايين الكبرى اليميني؛ طُورت من قِبل جراح القلب الكندي ويليام مستارد ونُسبت إلى جراح القلب البرازيلي أديب جاتين، الذي كان أول من استخدمها بنجاح. كانت أول طريقة تُجرب لتصحيح تبدل الشرايين الكبرى اليميني، لكنها كانت آخر خيار من بين الطرق المستخدمة بانتظام بسبب القيود التكنولوجية في وقت ظهورها.
سبق استخدام جراحة تبديل الشرايين سابقًا طريقتان لتبديل الشرايين: إجراء سينينغ و إجراء مستارد.
يمكن استخدام هذه الجراحة مع الإجراءات الأخرى لعلاج حالات معينة مثل البطين الأيمن ذو المخرجين، إذ يحدث تبدل كامل للشرايين الكبرى.

## الإنذار
يعتمد نجاح هذا الإجراء إلى حد كبير على التسهيلات المتاحة، ومهارة الجراح وخبرته، والصحة العامة للمريض. في ظل الظروف المفضلة، يكون معدل النجاح أثناء الفترة المحيطة بالجراحة وفترة ما بعد الجراحة 96% أو أكثر، مع معدل نجاة مماثل بعد 5 سنوات. يصاب نحو 10% من الخاضعين لجراحة تبديل الشرايين بتضيق رئوي بعد العملية، ما قد يسبب قصور القلب الأيمن إذا تُرك دون علاج؛ عادةً ما ينطوي العلاج على الدعامات داخل الأوعية و/أو الترقيع بالطعم.

## الطريقة

### نظرة عامة
- يُستخدم التخدير العام والمجازة القلبية الرئوية.
- يُفصل كل من الشريان الأبهر والشريان الرئوي من جذورهما الأصلية ويُعاد وصلهما إلى الجذر المعاكس. بالتالي، يصبح الجذر الرئوي الشريان الأبهر الجديد، ويصبح الجذر الأبهري الشريان الرئوي الجديد.
- تُزرع الشرايين التاجية من الشريان الأبهر/الرئوي الجديد إلى الشريان الرئوي/الأبهر الجديد.
- يبلغ طول الإجراء، من بدء التخدير إلى انتهائه بعد العملية الجراحية، نحو 6-8 ساعات.

### التحضيرات
إذا كان الإجراء متوقعًا قبل فترة كافية (في حال تشخيص المرض قبل الولادة مثلًا)، وكانت زمرة دم المريض معروفة، قد يتبرع أحد أفراد الأسرة الذي يملك زمرة دم متوافقة ببعض أو كامل الدم اللازم لعملية نقل الدم أثناء استخدام جهاز القلب والرئتين. عادةً ما تكون والدة المريض غير قادرة على التبرع من أجل نقل الدم، لأنها لن تكون قادرة على التبرع بالدم أثناء الحمل (بسبب احتياجات الجنين) ولبضعة أسابيع بعد الولادة (بسبب فقدان الدم)، وقد تستغرق عملية جمع كمية كافية من الدم عدة أسابيع إلى بضعة أشهر. مع ذلك، في الحالات التي يُشخص الفرد لكن وجب تأجيل الجراحة، قد يكون التبرع بدم الأم (أو الدم ذاتي المنشأ في بعض الحالات) ممكنًا، طالما أن الأم تملك فصيلة دم متوافقة. في معظم الحالات، يتلقى المريض تبرعًا من بنك الدم. يعد نقل الدم ضروريًا للتبديل الشرياني لأن جهاز القلب والرئتين يحتاج إلى «دورة الدموية» ولا يملك الرضيع ما يكفي من الدم لتأمينها من تلقاء نفسه (في معظم الحالات، لل يحتاج البالغ إلى نقل دم).
يحتاج المريض إلى عدد من إجراءات التصوير الطبية لتحديد التشريح الفردي للشرايين الكبرى، خاصةً الشرايين التاجية. قد تشمل هذه الإجراءات تصوير الأوعية أو التصوير بالرنين المغناطيسي و/أو التصوير المقطعي المحوسب. يتم تتبع مسار الشرايين التاجية بعناية بهدف تجنب المضاعفات أثناء الجراحة عند نقلها من الشريان الأبهر الأصلي إلى الشريان الأبهر الجديد.

### إجراءات ما قبل الجراحة
كما هو الحال مع أي إجراء يتطلب تخديرًا عامًا، يتعين على المقبلين على جراحة تبديل الشرايين أن يصوموا لعدة ساعات قبل الجراحة لتفادي خطر شفط القيء أثناء التخدير.
بعد تخدير المريض، قد يتلقى الأدوية التالية، والتي تستمر حسب الضرورة طوال العملية:
- مخدر استنشاقي
- مرخيات العضلات، لتحريض الشلل المؤقت الذي يحدثه المخدر
- المسكنات الأفيونية، لتخفيف الألم وتهدئة المريض
- أبروتينين أو غيره من مضادات انحلال الفبرين، لمنع النزيف الحاد
- ميثيلبريدنيزولون، للحد من الوذمة والالتهاب
- الصادات الحيوية الوقائية، لمنع حدوث عدوى